# Gärdsjön (Härna socken, Västergötland)
Gärdsjön är en sjö i Ulricehamns kommun i Västergötland och ingår i Viskans huvudavrinningsområde.